# Johannes Jensen (aviador)
Johannes Jensen foi um ás da aviação alemão na Primeira Guerra Mundial com seis vitórias aéreas.
Jensen pilotou um Fokker D.VII na Jagdstaffel 57 durante 1918. Ele obteve a sua primeira vitória aérea em 17 de abril de 1918. Durante agosto e setembro, ele abateu mais quatro aeronaves britânicas. Em 2 de outubro, ele foi creditado por destruir um balão de observação. Uma sétima vitória não foi confirmada.
Johannes Jensen morreu em Aalen, Alemanha, em 7 de fevereiro de 1978.